# Stackfreed

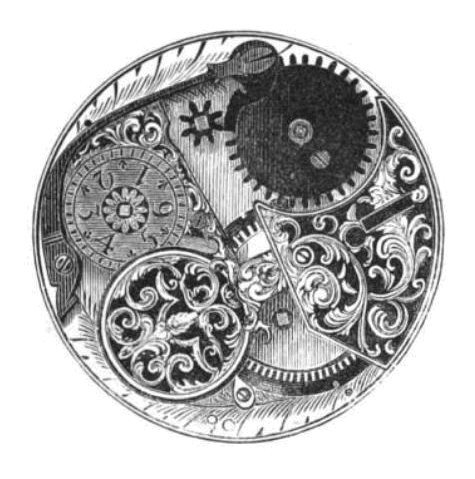
Movimiento de reloj de bolsillo anterior al, mostrando el stackfreed (leva de color negro y brazo del resorte, parte superior).

Un stackfreed es un primitivo mecanismo de relojería, que se valía de una leva accionada por un resorte de fuerza variable para regular por rozamiento la fuerza transmitida por el resorte motor a la maquinaria del reloj, con el objeto de mejorar su exactitud. Fue utilizado principalmente en relojes de bolsillo alemanes de los siglos XVI y XVII, antes de ser sustituido por el caracol en modelos posteriores.

## Etimología
El término puede haberse originado como composición de las palabras alemanas starke ("fuerte") y feder ("resorte").

## Historia

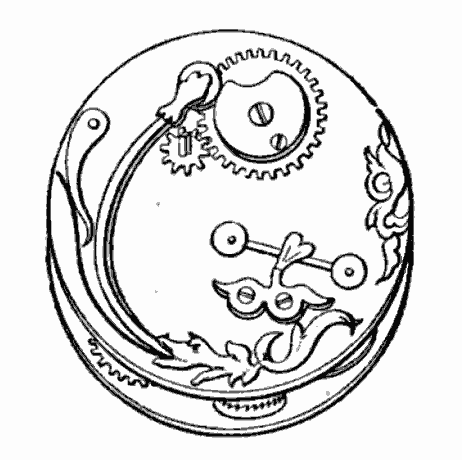
Dibujo de un reloj de con stackfreed

Los primeros relojes impulsados por resortes fueron inventados alrededor de 1400 en Europa. Los resortes motores permitieron fabricar relojes portátiles y más pequeños que los anteriores relojes de péndulo accionados por contrapesos, evolucionando hacia las primeras grandes maquinarias alrededor del 1500. Aun así, los relojes de cuerda todavía eran mucho menos precisos que los accionados por contrapesos, porque la fuerza de accionamiento de los resortes (su par motor), suministrada por un muelle enrollado, a diferencia de un peso, no es constante, siendo máximo cuando máxima cuando se le da cuerda y disminuyendo a medida que el muelle se destensa al hacer girar las ruedas del movimiento. La causa principal de la imprecisión de estos primeros diseños de cuerda era la gran variación de la fuerza suministrada por el resorte motriz a medida que se iba desenrollando durante el período de funcionamiento del reloj. La fuerza del resorte, transmitido a través del tren de engranajes del reloj, impulsa al volante regulador cuya oscilación regular permite medir el tiempo. Los primitivos escapes disponibles entonces, del tipo verge y foliot, eran muy sensibles a la cantidad de fuerza aplicada al mecanismo, particularmente antes de la aparición de los resortes reguladores en 1658; cuanto más débil era la fuerza suministrada por el resorte, más lento era el ritmo del regulador oscilante. Sin ningún dispositivo disponible para igualar la fuerza del resorte motor, estos primeros relojes marchaban cada vez más despacio a medida que iban consumiendo la cuerda que se les había dado, causando una considerable inexactitud de su funcionamiento de forma inexorable.
Dos dispositivos aparecieron en los primeros relojes de cuerda para hacer constante la fuerza suministrada por el resorte: el caracol y el stackfreed. El origen del stackfreed es desconocido. Se supone que fue inventado en los estados germánicos del sur (Núremberg y Augsburgo) durante el siglo XVI, puesto que los primeros relojes que incorporaron este mecanismo provienen de allí, pero posiblemente pudo haber sido inventado antes. Dibujos de stackfreeds aparecen en el Códice 1 (1492-1497) y en el M3 (1497-1499) de Leonardo da Vinci; posiblemente el dispositivo llamó su atención gracias a su ayudante alemán Giulio. Mientras que el caracol acabó convirtiéndose en un mecanismo estándar en la mayoría de relojes europeos, el menos satisfactorio stackfreed fue utilizado exclusivamente en unos cuantos relojes alemanes, y desapareció en poco más de un siglo. Se conservan ejemplos de relojes con stackfreed, datados aproximadamente entre el período comprendido entre 1530 y 1640.

## Funcionamiento

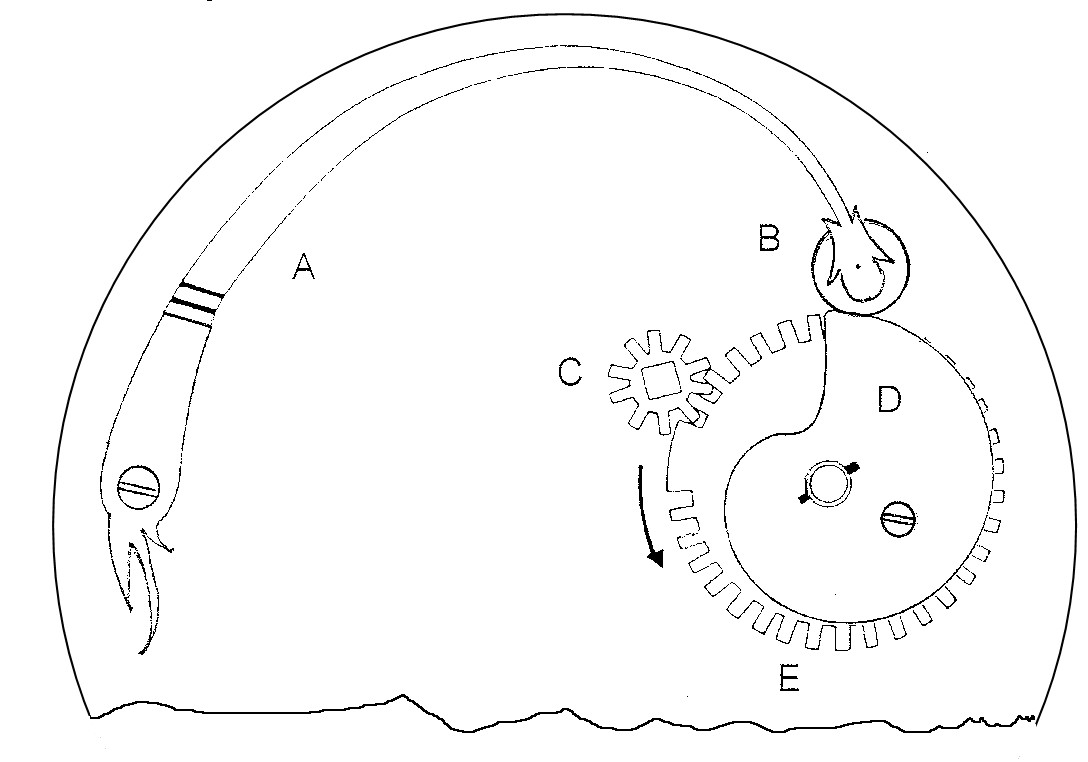
Stackfreed en un reloj

(Ver el dibujo de la derecha) El stackfreed consiste en un brazo de muella rígido (A) dotado de un rodillo en su extremo (B) que presiona sobre una leva excéntrica (D), normalmente los el rodillo rueda en un surco practicado e el borde de la leva. Esta leva tiene una forma parecida a la concha de un caracol. Está ensamblada a un engranaje (E), accionado directamente por el árbol del resorte principal mediante el engranaje (C), de modo que realiza un giro durante el período de funcionamiento del reloj. La fuerza del brazo del resorte presionando sobre la leva permite reducir el par motor del resorte principal, reducción regulada por la distancia variable del perímetro de la leva con respecto a su punto de giro. Cuando el resorte motor está totalmente tensado, el brazo presiona contra la parte más ancha de la leva. Al distar mucho del eje, el momento de retención que se ejerce es máximo. Cuando la cuerda del reloj se va agotando y el resorte motor se desenrrolla prograsivamente, la leva va rotando y el rodillo presiona cada vez con partes más estrechas de la leva, reduciendo la fuerza reguladora gradualmente, compensando así la fuerza decreciente del resorte motriz. Correspondiendo con el final del ciclo de funcionamiento de la cuerda del reloj, a menudo se incluía en la forma de la leva una marcada depresión, de manera que el rodillo no afectase al funcionamiento del muelle motriz.
A menudo (como se muestra en el dibujo anterior) se disponía una sección sin dentado en el engranaje ensamblado con la leva (E) deteniendo el reloj antes de que se quedara totalmente sin cuerda. Esta disposición servía además para que el muelle motriz trabajase únicamente en un rango de arrollamiento predeterminado, reduciendo así la variación de la fuerza suministrada.

## Ventajas y desventajas
El stackfreed era un dispositivo muy ineficiente. Dado que funciona ejerciendo una fuerza de fricción opuesta al resorte principal, esto obligaba a diseñar muelles motrices más potentes, lo que a su vez suponía una mayor variación en la fuerza suministrada por estos resortes. El caracol, el otro dispositivo de compensación de la fuerza del resorte motriz, era mucho más eficaz.
Las únicas ventajas del stackfreed frente al caracol eran la mayor facilidad de construcción y que los relojes con stackfreed podían ser mucho más planos y delgados. Con el desarrollo de caracoles más compactos, el stackfreed desapareció definitivamente de los relojes alrededor del año 1630.